# 215 pr. n. št.

## Dogodki
- rimska vojska se poražena umakne iz Španije.
- začetek prve makedonske vojne.

## Rojstva
- Antioh IV. Epifan,  kralj perzijskega Selevkidskega cesarstva (†  164 pr. n. št.)

## Smrti
- Hieron II., kralj Sirakuz (* okoli 308 pr. n. št.)